# Obiettivi di sviluppo sostenibile

Gli obiettivi per lo sviluppo sostenibile 2030

Gli obiettivi di sviluppo sostenibile, OSS (in inglese: Sustainable Development Goals, SDG), sono una serie di 17 obiettivi interconnessi, definiti dall'Organizzazione delle Nazioni Unite come strategia "per ottenere un futuro migliore e più sostenibile per tutti". Sono conosciuti anche come Agenda 2030, dal nome del documento che porta per titolo Trasformare il nostro mondo. L’Agenda 2030 per lo sviluppo sostenibile, che riconosce lo stretto legame tra il benessere umano, la salute dei sistemi naturali e la presenza di sfide comuni per tutti i paesi.
Gli obiettivi di sviluppo sostenibile mirano ad affrontare un'ampia gamma di problemi sullo sviluppo economico e sociale, che includono la povertà, la fame, il diritto alla salute e all'istruzione, l'accesso all'acqua e all'energia, il lavoro, la crescita economica inclusiva e sostenibile, il cambiamento climatico e la tutela dell'ambiente, l'urbanizzazione, i modelli di produzione e consumo, l'uguaglianza sociale e di genere, la giustizia e la pace.
Gli obiettivi, enumerati nella Risoluzione delle Nazioni Unite A/RES/70/1 approvata dall'Assemblea generale dell'ONU il 25 settembre 2015, sono complessivamente 169, da raggiungere entro il 2030. Sono stati concordati, a partire dai principi inclusi nella Risoluzione A/RES/66/288, intitolata "Il futuro che vogliamo", un documento non vincolante elaborato dopo la Conferenza delle Nazioni Unite sullo sviluppo sostenibile del 2012, per sostituire gli Obiettivi di sviluppo del Millennio, che avevano come orizzonte temporale il 2015. Mentre questi ultimi si rivolgevano in modo diversificato ai paesi sviluppati e in via di sviluppo, gli obiettivi di sviluppo sostenibile hanno carattere universale e sono fondati sull'integrazione tra le tre dimensioni dello sviluppo sostenibile (ambientale, sociale ed economico), quale presupposto per eradicare la povertà in tutte le sue forme.
Tutti i 193 Stati membri delle Nazioni Unite hanno ratificato l'Agenda 2030 e si sono così impegnati a declinare nella loro politica gli obiettivi di sviluppo sostenibile previsti. Ogni anno gli Stati possono presentare lo stato di attuazione dei diciassette OSS nel proprio paese, attraverso l'elaborazione di Rapporti Nazionali Volontari (Voluntary National Reviews). L'Agenda 2030 individua nel Foro politico di Alto Livello (High Level Political Forum) il consesso globale per monitorare, valutare e orientare l'attuazione degli obiettivi di sviluppo sostenibile. Per supportare tale attività e garantire la comparabilità delle valutazioni, la Commissione Statistica delle Nazioni Unite ha costituito l'Inter Agency Expert Group on SDGs (IAEG-SDGs), con il compito di definire un insieme di indicatori per il monitoraggio dell’attuazione dell’Agenda 2030 a livello globale. Inoltre a partire dai 17 obiettivi interconnessi dell'Agenda 2030 e, dal comune proposito di progettare un futuro migliore, in molti degli stati membri delle Nazioni Unite, si è dato il via a diverse piccole iniziative per unire le giovani menti, di diversi paesi, nell'intento di collaborare concretamente al cambiamento, attraverso la creazione di soluzioni sostenibili.

## Origini

Bandiera delle Nazioni Unite

Nel 1972, i governi si incontrarono a Stoccolma, in Svezia, per la Conferenza delle Nazioni Unite sull'ambiente umano, per considerare i diritti della famiglia in un ambiente sano e produttivo. Nel 1983, le Nazioni Unite hanno creato la Commissione mondiale per l'ambiente e lo sviluppo (in seguito nota come Commissione Brundtland), che definiva lo sviluppo sostenibile come "soddisfare i bisogni del presente senza compromettere la capacità delle generazioni future di soddisfare i propri bisogni". Nel 1992, a Rio de Janeiro, si tenne il primo Summit della Terra (UNCED) o Vertice della Terra, in cui fu sviluppato e adottato il primo programma per l'ambiente e lo sviluppo, noto anche come Programma 21.
Nel 2012 la Conferenza delle Nazioni Unite sullo sviluppo sostenibile (UNCSD), nota anche come Rio + 20, si è svolta come follow-up ventennale dell'UNCED. La Colombia ha proposto l'idea degli SDG in occasione di un evento di preparazione per il Rio + 20 tenutosi in Indonesia nel luglio 2011. Nel settembre 2011, questa idea è stata ripresa dalla 64ª Conferenza delle ONG del Dipartimento dell'informazione pubblica delle Nazioni Unite a Bonn, in Germania. Il documento finale ha proposto diciassette obiettivi di sviluppo sostenibile e obiettivi associati. Nella corsa verso Rio + 20 si è discusso molto dell'idea degli SDG. Alla Conferenza Rio + 20, una risoluzione nota come "Il futuro che vogliamo" è stata raggiunta dagli Stati membri. Tra i temi chiave concordati c'erano lo sradicamento della povertà, l'energia, l'acqua e l'igiene, la salute e l'insediamento umano.
Il risultato della conferenza Rio + 20 ha affermato che "inizialmente, l'OWG (Open Working Group) deciderà sui propri metodi di lavoro, comprese le modalità di sviluppo per garantire il pieno coinvolgimento delle parti interessate e delle competenze della società civile, della comunità scientifica e Il sistema delle Nazioni Unite nel suo lavoro, al fine di fornire una diversità di prospettive ed esperienze".
Nel gennaio 2013 è stato istituito il gruppo di lavoro aperto composto da trenta membri dell'Assemblea generale delle Nazioni Unite sugli obiettivi di sviluppo sostenibile per identificare obiettivi specifici per gli OSS. L'Open Working Group (OWG) è stato incaricato di preparare una proposta sugli OSS da esaminare durante la sessantottesima sessione dell'Assemblea generale, da settembre 2013 a settembre 2014. Il 19 luglio 2014 l'OWG ha inoltrato una proposta a favore degli OSS all'assemblea. Dopo 13 sessioni, l'OWG ha presentato la propria proposta di 17 obiettivi per lo sviluppo sostenibile e 169 target alla sessantottesima sessione dell'Assemblea generale nel settembre 2014. Il 5 dicembre 2014, l'Assemblea generale delle Nazioni Unite ha accettato la sintesi del Segretario generale, in cui si affermava che il processo al programma di sviluppo per il tardo 2015 si sarebbe basato sulle proposte OWG.
Ban Ki-Moon, segretario generale delle Nazioni Unite in carica dal 2007 al 2016 ha affermato che: "Non abbiamo un piano B perché non esiste un pianeta B." Questo pensiero ha accompagnato lo sviluppo degli Obiettivi di Sviluppo Sostenibile (OSS).
Le negoziazioni sull'Agenda di Sviluppo Post 2015 hanno avuto inizio nel gennaio del 2015 e si sono concluse nell’agosto del 2015. È stato adottato un documento finale nel Summit delle Nazioni Unite sullo Sviluppo Sostenibile del settembre 2015 che ha avuto luogo a New York, negli Usa.
Il 25 settembre 2015, i 193 stati dell’Assemblea Generale dell’ONU hanno adottato l’Agenda 2030 intitolata Trasformare il nostro mondo. L’Agenda 2030 per lo sviluppo sostenibile". L’agenda è costituita da un preambolo e 91 paragrafi. Il paragrafo 59 delinea i 17 Obiettivi di Sviluppo Sostenibile affiliati ai 169 target.
Le agenzie dell’ONU, che fanno parte del Gruppo per lo sviluppo delle Nazioni Unite, hanno deciso di supportare una campagna indipendente per diffondere i nuovi OSS a un’utenza più ampia. Questa campagna, "Progetto Everyone", ha ricevuto il supporto delle istituzioni aziendali e altre organizzazioni internazionali. Usufruendo del testo redatto dai diplomatici delle Nazioni Unite, un team di specialisti della comunicazione ha sviluppato delle icone per ciascun obiettivo. Il team, inoltre, ha abbreviato il titolo I 17 Obiettivi di Sviluppo Sostenibile in Obiettivi Globali/17#ObiettiviGlobali e in seguito ha avviato dei workshop e delle conferenze per rendere noti gli Obiettivi Globali all’utenza internazionale.

## I 17 obiettivi

Logo SDG con slogan

I 193 paesi delle Nazioni Unite hanno concordato i 17 obiettivi seguenti, caratterizzati da intense interconnessioni:
1. sconfiggere la povertà: porre fine alla povertà in tutte le sue forme, ovunque;
2. sconfiggere la fame: porre fine alla fame, garantire la sicurezza alimentare, migliorare la nutrizione e promuovere un'agricoltura sostenibile;
3. buona salute: garantire una vita sana e promuovere il benessere di tutti a tutte le età;
4. istruzione di qualità: garantire a tutti un'istruzione inclusiva e promuovere opportunità di apprendimento permanente eque e di qualità;
5. parità di genere: raggiungere la parità di genere attraverso l'emancipazione delle donne e delle ragazze;
6. acqua pulita e servizi igienico-sanitari: garantire a tutti la disponibilità e la gestione sostenibile di acqua e servizi igienico-sanitari;
7. energia rinnovabile e accessibile: assicurare la disponibilità di servizi energetici accessibili, affidabili, sostenibili e moderni per tutti;
8. buona occupazione e crescita economica: promuovere una crescita economica inclusiva, sostenuta e sostenibile, un'occupazione piena e produttiva e un lavoro dignitoso per tutti;
9. innovazione e infrastrutture: costruire infrastrutture solide, promuovere l'industrializzazione inclusiva e sostenibile e favorire l'innovazione;
10. ridurre le disuguaglianze: ridurre le disuguaglianze all'interno e tra i paesi;
11. città e comunità sostenibili: creare città sostenibili e insediamenti umani che siano inclusivi, sicuri e solidi;
12. utilizzo responsabile delle risorse: garantire modelli di consumo e produzione sostenibili;
13. lotta contro il cambiamento climatico: adottare misure urgenti per combattere il cambiamento climatico e le sue conseguenze;
14. utilizzo sostenibile del mare: conservare e utilizzare in modo sostenibile gli oceani, i mari e le risorse marine per uno sviluppo sostenibile;
15. utilizzo sostenibile della terra: proteggere, ristabilire e promuovere l'utilizzo sostenibile degli ecosistemi terrestri, gestire le foreste in modo sostenibile, combattere la desertificazione, bloccare e invertire il degrado del suolo e arrestare la perdita di biodiversità;
16. pace e giustizia: Promuovere società pacifiche e solidali per lo sviluppo sostenibile, garantire l'accesso alla giustizia per tutti e costruire istituzioni efficaci, responsabili e solidali a tutti i livelli;
17. Partnership per gli obiettivi: rafforzare le modalità di attuazione e rilanciare il partenariato globale per lo sviluppo sostenibile.

## Analisi dei 17 obiettivi

### Obiettivo 1: Povertà Zero

Primo obiettivo ONU

Porre fine alla povertà in tutte le sue forme, ovunque 
La povertà estrema è stata dimezzata già a partire dagli anni '90. Tuttavia, più di una persona su cinque vive con meno del valore indicativo di $1,25 dollari al giorno. Ciò nonostante, tale valore potrebbe non essere adeguato alla sussistenza umana. Sarebbe indispensabile aumentare la soglia della povertà fino a $5 dollari al giorno. La povertà non corrisponde solo alla mancanza di reddito o risorse. Si può dire che la gente vive nella miseria quando mancano i servizi basilari quali assistenza sanitaria, sicurezza ed istruzione. Le persone soffrono anche per la fame, la discriminazione sociale e l’esclusione dai processi decisionali.
I bambini corrispondono alla maggior parte, più della metà, di coloro che vivono in condizioni di massima povertà. Nel 2013, secondo quanto stimato, 385 milioni di bambini sopravvivevano con meno di $1,90 dollari al giorno. Tuttavia queste cifre non sono completamente affidabili a causa di notevoli lacune nei dati circa lo condizione dei bambini in tutto il mondo. In media, il 97% dei paesi possiede dati insufficienti per determinare lo stato dei bambini poveri e per proiettarsi verso il primo obiettivo di sviluppo sostenibile, mentre il 63% delle nazioni non possono nemmeno fornire alcun dato circa la povertà infantile.
Le donne affrontano rischi potenzialmente mortali dovuti a gravidanze precoci o frequenti. La povertà affligge diversamente le fasce d’età, con conseguenze peggiori riservate ai bambini. Essa incide sul loro livello di istruzione, sulla salute, la nutrizione e la sicurezza, influendo così sul loro sviluppo emotivo e spirituale. Il conseguimento del primo obiettivo viene ostacolato dalla crescente disuguaglianza, dalla condizione sempre più debole dello stato e dagli impatti del Cambiamento climatico.
Francesco Barone, portavoce del dottore e attivista congolese Denis Mukwege, premio Nobel per la pace nel 2018, e missionario che lotta contro la povertà approfondisce il tema in un progetto volto a sensibilizzare sull'Agenda 2030.

### Obiettivo 2: Fame Zero

Secondo Obiettivo ONU

Porre fine alla fame, garantire la sicurezza alimentare, migliorare la nutrizione e promuovere l’agricoltura sostenibile
Le finalità dell’obiettivo n.2 dichiarano che entro il 2030 dovremmo essere in grado di porre fine alla fame e a tutte le forme di malnutrizione. Ciò si otterrebbe raddoppiando la produttività agricola e le entrate dei piccoli produttori (in particolare donne e popolazioni indigene), garantendo sistemi di produzione alimentare sostenibili e migliorando progressivamente la qualità dei terreni e del suolo. L’agricoltura rappresenta il più grande datore di lavoro nel mondo, fornendo i mezzi di sussistenza al 40% della popolazione globale. È la più grande fonte di reddito per le povere famiglie rurali. Circa il 43% della forza lavoro agricola nei paesi in via di sviluppo è costituito da donne e oltre il 50% in parti dell’Asia e Africa. Tuttavia, le donne possiedono solo il 20% dei terreni.
Altri obiettivi si occupano di salvaguardare la diversità genetica delle sementi, incrementare l’accesso alla terra, prevenire le restrizioni commerciali e le distorsioni nei mercati agricoli mondiali al fine di limitare l’estrema variabilità dei prezzi alimentari, eliminare gli sprechi con l’aiuto della coalizione internazionale per la lotta agli sprechi alimentari (International Food Waste Coalition), ed abbattere la malnutrizione e la denutrizione dei bambini.
A livello mondiale, una persona su nove è denutrita, e vive maggiormente nei paesi in via di sviluppo. La denutrizione provoca il grave deperimento di 52 milioni di bambini nel mondo, e contribuisce a circa la metà (45%) dei decessi nei bambini sotto i cinque anni – 3,1 milioni di bambini all’anno. La malnutrizione cronica, la quale compromette all’incirca 155 milioni di bambini in tutto il mondo, limita anche la loro crescita cerebrale e fisica, esponendoli ad ulteriori rischi di morte, malattie in età adulta. A partire dal 2017, solo 26 dei 202 paesi membri delle Nazioni Unite sono sulla buona strada per raggiungere l’obiettivo di sviluppo sostenibile con lo scopo di eliminare la denutrizione e malnutrizione, mentre il 20% non ha fatto alcun passo avanti e quasi il 70% non ha dati a sufficienza per determinare i propri progressi.
Un rapporto dell'Istituto Internazionale di Ricerca sulla Politica Alimentare (IFPRI) del 2013 ha dichiarato che l’enfasi dei progetti per lo sviluppo sostenibile non dovrebbe riguardare la fine della povertà entro il 2030, ma dovrebbe puntare all’eliminazione della fame e la malnutrizione entro il 2025. Tale asserzione si basa su un’analisi delle esperienza in Cina, Vietnam, Brasile e Thailandia. Sono tre i percorsi riconosciuti per raggiungere questo obiettivo: 1) guida all’agricoltura; 2) guida alla protezione sociale e all’intervento nutrizionale; 3) una combinazione di entrambi questi approcci.
Carlo Roberto Maria Redaelli, presidente della Caritas Italiana analizza il secondo punto dell'obiettivo in una lunga video intervista.

### Obiettivo 3: Buona salute e benessere per le persone

Terzo Obiettivo ONU

Garantire una vita sana e promuovere il benessere di tutti a tutte le età
Si sono ottenuti progressi significativi nel miglioramento dell’aspettativa di vita e nella diminuzione di alcune fra le malattie comuni associate alla mortalità infantile e materna.
Tra il 2000 ed il 2016, il tasso di mortalità infantile sotto i cinque anni è calato del 47% (da 78 a 41 decessi ogni 1000 nati vivi). Ciò nonostante, il numero di bambini che muoiono al di sotto dei cinque anni è estremamente alto: solo nel 2016 ne sono morti 5,6 milioni. I neonati costituiscono in numero crescente questi decessi e i bambini più poveri sono esposti ad un rischio maggiore di mortalità sotto i cinque anni per svariati motivi. Il terzo obiettivo del programma per lo sviluppo sostenibile è finalizzato a ridurre la mortalità sotto i cinque anni ad al massimo 25 bambini per ogni 1000 nati vivi.
Ma se l’attuale stile di vita continuerà a sussistere, più di 60 paesi falliranno nello scopo dello sviluppo sostenibile per il 2030 riguardante la mortalità neonatale. Circa la metà di questi paesi non raggiungerebbe il traguardo nemmeno per il 2050.
Il terzo obiettivo mira anche a ridurre la mortalità materna a meno di 70 decessi ogni 100.000 nati vivi.
Sebbene il tasso di mortalità materna sia diminuito del 37% tra il 2000 ed il 2015, solo in quest’ultimo anno ci sono stati all’incirca 303.000 decessi materni a livello mondiale, con la maggior parte delle cause prevenibili.
Nel 2015, le condizioni di salute materna sono state anche il motivo principale di morte fra le ragazze fra i 15 e i 19 anni. I dati relativi alle giovani della fascia di età più preoccupante, quella fra i 10 e i 14 anni, non sono disponibili. Le strategie chiave per realizzare il terzo progetto dello sviluppo sostenibile saranno quelle di evitare la gravidanza adolescenziale (la quale è fortemente legata all’uguaglianza di genere), fornire maggiori informazioni per tutte le donne e ragazze, ed ottenere la copertura universale da parte di personale ostetrico competente.
Analogamente sono stati compiuti dei progressi nel favorire l'accesso all'acqua pulita e ai servizi igienico-sanitari e nel contenere la malaria, la tubercolosi, la polio e la diffusione dell'HIV/AIDS. Nel periodo 2000-2016, le nuove infezioni da HIV sono diminuite del 66% nei bambini sotto ai 15 anni, e del 45% negli adolescenti di età compresa tra i 15 e i 19 anni. Ad ogni modo, i trend attuali indicano che ¼ degli stati non perseguirà ancora gli OSS per porre fine all’AIDS nei bambini sotto i 5 anni, e i ¾ degli stati non perseguirà ancora gli OSS per porre fine all’AIDS negli adolescenti. Inoltre, solo metà delle donne nei paesi in via di sviluppo ha ricevuto l’assistenza sanitaria di cui necessita, e il bisogno di una limitazione demografica cresce esponenzialmente con l’aumento della popolazione.
Mentre i bisogni vengono gradualmente affrontati, più di 225 milioni di donne necessitano ancora di contraccezione. Due obiettivi dell'ONU menzionano il diritto all'accesso a servizi per la salute sessuale e riproduttiva ("sexual and reproductive health services"), che l'Organizzazione mondiale della sanità, organizzazione medica afferente all'ONU, più nello specifico interpreta come il "diritto delle persone ad una vita sessuale responsabile, soddisfacente e sicura, che le persone abbiano la capacità di avere figli e di decidere se, quando e quanto spesso fare ciò". Sebbene non siano esplicitamente menzionati aborto e contraccezione, tale definizione viene letta come il richiamo alla legittimazione e incentivazione di tali pratiche.
L’obiettivo 3 mira a raggiungere una copertura sanitaria universale che includa anche l’accesso ai medicinali di base e ai vaccini. Entro il 2030, l’obiettivo 3 propone di porre fine ai decessi prevenibili di neonati e bambini sotto i 5 anni e di porre fine a epidemie come per esempio AIDS, tubercolosi, malaria e malattie trasmesse attraverso l’acqua. Le percentuali del 2016 riguardanti la terza dose del vaccino contro la pertosse (DTP3) e la prima dose del vaccino contro il morbillo (MCV1) hanno raggiunto rispettivamente l’86% e l’85%: ancora circa 20 milioni di bambini non sono stati sottoposti al DTP3 e circa 21 milioni di bambini non sono stati sottoposti al MCV1.
Circa 2 paesi su 5 dovranno necessariamente accelerare il progresso al fine di raggiungere gli OSS per l’immunizzazione.
L’attenzione alla salute e al benessere prevede anche gli obiettivi legati alla prevenzione e al trattamento dell’abuso di sostanze stupefacenti, decessi e danni causati da incidenti stradali e prodotti chimici pericolosi, nonché inquinamento e la contaminazione dell’aria, dell’acqua e del suolo.
Mario Lizza, medico igienista e presidente della SISPeD – Sezione Abruzzo, interviene sull'argomento per parlare dell'importanza della prevenzione primaria ambientale e della prevenzione secondaria sanitaria.

### Obiettivo 4: Educazione paritaria e di qualità

Quarto obiettivo ONU

Promuovere un'educazione di qualità, inclusiva e paritaria e garantire opportunità di apprendimento permanente per tutti
Sono stati compiuti grandi progressi in merito all'accesso all'educazione di bambini e bambine, soprattutto nella scuola primaria. Nonostante ciò, se il tasso di sviluppo non dovesse raddoppiare in 43 Paesi, almeno 22 milioni di bambini non potrebbero accedere a un'istruzione prescolare.
Accesso all'educazione non vuol dire sempre educazione di qualità, così come non garantisce sempre che i bambini portino a termine gli anni della scuola primaria. Si riscontra tuttora una mancanza di alfabetizzazione in 103 milioni di giovani nel mondo, di cui il 60% di sesso femminile. Inoltre, in almeno 1 nazione su 4, più del 50% dei bambini non riesce ad acquisire le conoscenze matematiche di base entro la fine della scuola primaria. Mentre, in 1 nazione su 3, questa acquisizione non viene raggiunta nemmeno entro la fine della scuola secondaria di primo grado.
Il primo target dell'obiettivo n.4 è quello di garantire entro il 2030 un'educazione primaria e secondaria completamente libera, paritaria e di qualità per tutti i bambini e le bambine del mondo.
Purtroppo, i progressi sono difficili da quantificare: i dati disponibili per 3/4 dei Paesi sono insufficienti o totalmente inesistenti, rendendo difficile monitorare gli sviluppi nell'ambito dell'educazione di qualità (primo target di questo obiettivo), dell'educazione prescolare (secondo target) e di un ambiente educativo efficace; questa mancanza di dati rende difficile un'analisi efficiente che possa identificare i bambini maggiormente a rischio di essere lasciati indietro.

### Obiettivo 5: Parità di genere

Quinto obiettivo ONU

Raggiungere la parità di genere ed emancipare tutte le donne e le ragazze
L'ONU afferma che "la parità di genere non è solamente un diritto umano fondamentale, ma una condizione necessaria per un mondo prospero, sostenibile e in pace". Garantire a donne e ragazze un accesso paritario all'educazione, alla sanità, a un lavoro dignitoso, così come ad una rappresentanza nei processi decisionali politici ed economici, darà nuova linfa vitale all'economia sostenibile, apportando benefici su larga scala alla società e all'umanità. Ben 143 nazioni hanno inserito il diritto di uguaglianza tra uomo e donna nelle loro Costituzioni già a partire dal 2014. Tuttavia, altre 52 sono rimaste silenti, a dimostrazione che ancora in troppe nazioni vige la disuguaglianza a livello sociale e normativo. Nonostante quello della parità di genere sia un obiettivo a sé stante, molti altri obiettivi dell'Agenda 2030 potranno essere realizzati solo quando le necessità della donna saranno considerate alla pari di quelle dell'uomo. Tra le questioni urgenti da affrontare riguardanti unicamente la sfera femminile ci sono le pratiche tradizionali che ne ledono la sfera privata, quali le mutilazioni genitali femminili.
La percentuale di matrimoni precoci ha registrato un calo negli ultimi decenni. Nonostante ciò, non c'è ancora un solo Paese che sia sul punto di eliminare completamente questa pratica e raggiungere i target prefissati dall'obiettivo n.5 entro il 2030. Se le tendenze attuali rimarranno immutate, tra il 2017 e il 2030 150 milioni di ragazze si sposeranno prima di compiere i 18 anni di età. Nonostante la pratica delle spose bambine sia 4 volte più diffusa tra le classi sociali meno abbienti rispetto a quelle benestanti, è necessario che le nazioni accelerino i progressi in tutti i gruppi sociali, in modo tale da eliminare il fenomeno delle spose bambine entro il 2030.
Il raggiungimento della parità di genere richiederà delle normative vincolanti che promuovano l'emancipazione femminile e l'inoppugnabile necessità di un'educazione secondaria per tutte le ragazze. I traguardi di questo obiettivo mirano alla scomparsa della discriminazione di genere e all'emancipazione delle donne anche attraverso la tecnologia. Molti sostengono anche l'importanza dell' "ascoltare le donne", in quanto un cambiamento radicale può essere ottenuto solo con la loro partecipazione attiva. Sono le loro priorità a dover determinare le priorità di questo obiettivo. Le donne dovrebbero essere viste non come beneficiarie del cambiamento, bensì come agenti attivi dello stesso. Coinvolgerle nella costruzione di un mondo sostenibile e paritario è cruciale.
Il World Pensions Council (WPC) ha sottolineato il ruolo trasformazionale che le quote rosa all'interno dei consigli di amministrazione possono ricoprire in questo campo, designando il 2018 come un anno cruciale, in quanto "Mai prima d'ora le società fiduciarie dei fondi pensionistici si erano mostrate tanto disponibili a contribuire economicamente agli obiettivi per lo sviluppo sostenibile dell'ONU, in particolar modo per raggiungere parità di genere e rendere possibile l'emancipazione di tutte le donne e le ragazze".

### Obiettivo 6: Acqua pulita e servizi igienico-sanitari

Sesto obiettivo ONU

Garantire a tutti l'accessibilità e la gestione sostenibile dell'acqua e dei servizi igienico-sanitari
L'obiettivo n.6 dello sviluppo sostenibile conta 8 target e 11 indicatori, necessari per monitorare i progressi nell'ambito degli obiettivi. Il termine ultimo per il raggiungimento di quasi tutti i target è prefissato per il 2030, mentre solo per un target il termine è anticipato al 2020.
I primi 3 target riguardano la fornitura di acqua potabile e i servizi igienico-sanitari. 6 persone su 10 a livello mondiale vivono senza delle adeguate strutture igienico-sanitarie, mentre 3 persone su 10 non sono raggiunte da un adeguato rifornimento idrico. Acqua potabile e servizi igienici puliti evitano la diffusione di malattie e aumentano la produttività economica della società. Frequentare la scuola o il posto di lavoro senza disagi risulta fondamentale per garantire il successo delle attività scolastiche e lavorative, e proprio per questo la presenza di servizi igienici in questi luoghi è stata inserita tra i target da realizzare.
Sono necessari dei servizi igienico-sanitari equi per rispondere alle esigenze specifiche di donne, ragazze e persone che si trovano in situazioni di vulnerabilità, come anziani o individui con disabilità. L'implementazione di impianti sanitari sostenibili è fondamentale anche per porre fine alla defecazione all'aperto e, in questo modo, preservare al meglio le risorse idriche.
Per porre fine alla defecazione all'aperto sono necessari servizi igienici e sanitari per 2,6 miliardi di persone, che devono adottare un cambiamento anche nelle modalità d'uso. Una misura del genere potrà essere adottata solo attraverso la cooperazione dei governi, delle società civili e dei settori privati.
L'indicatore principale per il target dei servizi igienico-sanitari è "la percentuale di popolazione che utilizza servizi igienico-sanitari adeguati, compresi di lavabo, sapone e acqua". Tuttavia, nel 2017, ancora 2/3 delle nazioni non raggiungono gli standard minimi imposti dall'indicatore per quanto riguarda la presenza del lavabo, di acqua potabile e servizi igienici. Il Joint Monitoring Programme (JMP) ha riportato la mancanza di accesso a servizi igienico-sanitari adeguati per 4,5 miliardi di persone. Per raggiungere gli obiettivi di sviluppo sostenibile entro il 2030, 1/3 delle nazioni, tra cui Brasile, Cina, Etiopia, India, Indonesia, Nigeria e Pakistan, dovrà accelerare i propri progressi e porre fine alla defecazione all'aperto.
La Sustainable Sanitation Alliance (SuSanA) si sta impegnando per il raggiungimento di questo obiettivo. Secondo l'organizzazione, tutti gli obiettivi dell'Agenda 2030 sono interconnessi, tanto che non se ne potranno realizzare molti se prima non si renderanno accessibili a tutti acqua pulita e sistemi igienico-sanitari.

### Obiettivo 7: Energia pulita e accessibile

Settimo obiettivo ONU

Garantire a tutti l'accesso a servizi energetici economici, affidabili, sostenibili e moderni
Gli obiettivi da raggiungere entro il 2030 includono l'accesso a sistemi di energia economici e affidabili, oltre che l'incremento della quota di energia rinnovabile nel consumo globale di energia. Questo rende necessario un miglioramento dell'efficienza energetica e un potenziamento della cooperazione internazionale, in modo da agevolare l'accesso alle tecnologie pulite e incrementare gli investimenti nelle infrastrutture di energia rinnovabile. Delle attenzioni di riguardo vengono riservate alla costruzione di infrastrutture di supporto per i Paesi meno sviluppati, le piccole isole e i Paesi in via di sviluppo senza sbocchi sul mare.
Nel 2017, solo il 57% della popolazione mondiale utilizza carburanti e tecnologie pulite come fonti primarie di sostentamento, una percentuale molto lontana dal 95% prefissato dall'agenda 2030.

### Obiettivo 8: Lavoro dignitoso e crescita economica

Ottavo obiettivo ONU

Promuovere una crescita economica inclusiva, sostenuta e sostenibile, un’occupazione piena e produttiva e un lavoro dignitoso per tutti
Gli economisti dello sviluppo del World Rally Championship (WRC) hanno affermato che al binomio crescita economica a lungo termine-investimento in infrastrutture non è stata attribuita la giusta importanza. La loro collocazione rispettivamente all’ottavo e al nono posto della lista è stata percepita come "un ranking piuttosto mediocre, nonché una sfida al buon senso".
Il target in termini economici prevede che, nei paesi meno sviluppati, vi venga destinato annualmente almeno il 7% del PIL. Il
conseguimento di una maggiore produttività richiederà una tecnologia avanzata e promotrice della diversity, assieme ad innovazione, spirito imprenditoriale e sviluppo delle piccole e medie imprese (PMI). Il
raggiungimento di alcuni obiettivi è previsto entro il 2030, mentre per altri si parla di 2020. Entro il 2020 l’obiettivo è ridurre la disoccupazione giovanile e rendere operativa una strategia globale che favorisca l’occupazione delle fasce più giovani della popolazione. Viene anche menzionata l’implementazione del Patto Globale per l’Occupazione, adottato dall’Organizzazione internazionale del lavoro (ILO).
Entro il 2030, l’obiettivo è definire politiche di turismo sostenibile che creino posti di lavoro. Essenziali per la crescita economica sono anche il rafforzamento degli istituti finanziari nazionali e l’aumento dell’Aid for Trade Support per i Paesi in via di sviluppo. L’Enhanced Integrated Framework for Trade-Related technical Assistance to Least Developed Countries è menzionato come metodo per raggiungere una crescita economica sostenibile.

### Obiettivo 9: Imprese, Innovazione e Infrastrutture

Nono obiettivo ONU

Costruire infrastrutture resilienti, promuovere un’industrializzazione inclusiva e sostenibile e favorire l’innovazione
Il settore manifatturiero costituisce una fonte primaria di impiego. Nel 2016, i Paesi meno sviluppati registravano minor "valore aggiunto manifatturiero pro capite". Le cifre riguardanti Europa e America Settentrionale ammontavano a $ 4 621, a fronte dei circa $ 100 nei Paesi meno sviluppati. La manifattura high-tech rappresenta l’80% della produzione manifatturiera totale nelle economie industrializzate e a malapena il 10% nei Paesi meno sviluppati. La copertura del segnale di rete mobile è migliorata notevolmente. L’85% delle persone che precedentemente vivevano in aree "disconnesse", si trova adesso in zone coperte dal segnale. Su scala globale, il 95% della popolazione è coperta.

### Obiettivo 10: Ridurre le disuguaglianze

Decimo obiettivo ONU

Ridurre le diseguaglianze economiche dentro e fuori dai confini nazionali
Uno dei traguardi è rappresentato dalla riduzione del costo di esportazione delle merci da Paesi meno sviluppati." Il traffico di merci in regime di duty-free ha registrato un aumento. A partire dal 2015, il 65% dei prodotti provenienti dai Paesi meno sviluppati è stato esente da dazi, a fronte del 41% nel 2005. È stato previsto che la quota che i lavoratori migranti devono versare per inviare denaro nel loro paese di provenienza (le cosiddette rimesse) non ecceda il 3%. Tuttavia gli uffici postali e le agenzie che effettuano trasferimenti di denaro addebitano il 6% della quota inviata. Per quanto riguarda le banche commerciali, la quota sale all'11%. Per carte prepagate e servizi di mobile money transfer la quota addebitata oscilla fra il 2 e il 4%; tuttavia, si tratta di servizi che solo a partire dal 2017 sono ampiamente disponibili nei "corridoi" di rimesse.

### Obiettivo 11: Città e comunità sostenibili

Undicesimo obiettivo ONU

Rendere le città e gli insediamenti urbani inclusivi, sicuri, resilienti e sostenibili
L'obiettivo 11 mira a ridurre l'inquinamento pro capite prodotto dalle città, in particolare per quanto concerne la qualità dell'aria e la gestione dei rifiuti. Lo sviluppo urbano dovrà essere più inclusivo e sostenibile, tra l'altro grazie a una pianificazione degli insediamenti partecipativa, integrata e sostenibile.
L’obiettivo previsto entro il 2030 è assicurare l’accesso a un’abitazione sicura e a prezzi accessibili. L’indicatore deputato a misurare il progresso in direzione di questo obiettivo è la percentuale di popolazione urbana che vive in baraccopoli o insediamenti informali. Fra il 2000 e il 2014, la percentuale è calata dal 39% al 30%. Tuttavia, il numero assoluto di persone che vivono nelle baraccopoli è passato dai 792 milioni nel 2000 a un numero stimato di 880 milioni nel 2014. L'aumento demografico e la disponibilità di migliori soluzioni abitative ha causato un aumento della migrazione da aree rurali ad urbane.

### Obiettivo 12: Consumo e produzione responsabile

Dodicesimo obiettivo ONU

Garantire modelli sostenibili di produzione e di consumo
Utilizzare metodi di produzione ecocompatibili e ridurre la quantità di spreco che noi generiamo sono finalità dell’obiettivo 12. Dal 2030, le percentuali di riciclaggio nazionali dovrebbero aumentare, così come risulta dalle tonnellate di materiale riciclato. Inoltre, le imprese dovrebbero adottare pratiche sostenibili e pubblicare rapporti sulla sostenibilità.
L’Obiettivo 12 sottolinea l’esigenza di adottare e garantire sistemi di produzione e consumo sostenibili al fine di ridurre ai minimi termini, attraverso l’attuazione di piani decennali, gli effetti negativi che minano la salute dell’essere umano e di tutti gli ecosistemi.
Utilizzare in maniera efficace le risorse, riciclare, riutilizzare, attenuare e smaltire correttamente i rifiuti, diminuire lo spreco alimentare lungo tutta la filiera di produzione, sostenere i paesi in via di sviluppo, impiegare fonti energetiche rinnovabili e promuovere un consumo critico e il decremento del rilascio di sostanze chimiche nell’aria, acqua e suolo sono alcuni esempi di quanto concretamente deve essere fatto per poter ottenere risultati misurabili e soddisfacenti in termine di benessere comune: un cambio di rotta inderogabile che necessita della collaborazione di tutti i Paesi e della partecipazione attiva delle diverse aziende e dei loro stakeholder. Tra quest’ultimi i consumatori, dunque potenzialmente ogni essere umano, rivestono un ruolo determinante attraverso le proprie pratiche di consumo e il sostegno alle imprese maggiormente impegnate sul fronte della sostenibilità. Produzione e consumo non sono due attività legate esclusivamente al settore economico ma riflettono e incidono sullo sviluppo di dinamiche sociali, etiche e stili di vita in genere. Per questa ragione l’informazione assume un ruolo determinante nell'indirizzare la clientela verso scelte d'acquisto ragionate e in linea con modelli di consumo sostenibile.

### Obiettivo 13: I cambiamenti del clima

Tredicesimo obiettivo ONU

Si devono adottare misure urgenti per contrastare il cambiamento climatico e i suoi impatti regolando le emissioni e promuovendo gli sviluppi nell'energia rinnovabile
Il cambiamento climatico rappresenta una sfida centrale per lo sviluppo sostenibile. I dibattiti e le negoziazioni delle Nazioni Unite hanno individuato i legami tra il processo dopo il SDG del 2015 e il processo di Finanziamento per lo sviluppo che si è concluso ad Addis Abeba nel giugno 2015 e la conferenza sui cambiamenti climatici COP 21 a Parigi nel dicembre 2015. Nel maggio 2015, un rapporto ha concluso che solo un accordo molto ambizioso a Parigi nel 2015 avrebbe permesso agli stati di ottenere gli obiettivi e i target dello sviluppo sostenibile. Il rapporto precisa anche che combattere il cambiamento climatico sarà possibile solo se gli SDG verranno soddisfatti. Inoltre, lo sviluppo economico e il clima sono strettamente legati, in modo particolare attorno ai temi di povertà, parità di genere ed energia. Le Nazioni Unite incoraggiano il settore pubblico a prendere iniziativa in questo impegno per minimizzare gli effetti negativi sull’ambiente. Quest’enfasi rinnovata sulla mitigazione dei cambiamenti climatici è stata resa possibile dalla convergenza parziale Sino-americana che si è sviluppata nel 2015-2016, precisamente in occasione del summit COP 21 delle Nazioni Unite (Parigi) e della successiva conferenza del G20 (Hangzhou).
Essendo una delle regioni più vulnerabili agli effetti senza precedenti del cambiamento climatico, la regione dell’Asia e del Pacifico ha bisogno di più Relazioni pubblico-privato (RPP) per realizzare con successo le proprie iniziative di sviluppo sostenibile..

### Obiettivo 14: Vita sott'acqua

Quattordicesimo obiettivo ONU

Preservare e usare in modo sostenibile gli oceani, i mari e le risorse marine per lo sviluppo sostenibile
Gli oceani ricoprono il 71% della superficie terrestre. Sono essenziali per rendere il pianeta vivibile. L’acqua piovana, l’acqua potabile e il clima sono tutti regolati dalle temperature e dalle correnti dell’oceano. Più di 3 miliardi di persone dipendono dalla vita marina per la loro sopravvivenza. Gli oceani assorbono il 30% di tutto il diossido di carbonio prodotto dagli umani.
Gli oceani contengono più di 200.000 specie identificate, e potrebbero esserci migliaia di specie ancora da scoprire. Gli oceani sono le più vaste risorse di proteine esistenti sulla Terra. Tuttavia, dalla rivoluzione industriale c’è stata una crescita del 26% nell’acidificazione. Un intero 30% degli habitat marini è stato distrutto e il 30% degli stock ittici del mondo è sovrasfruttato. L’inquinamento marino ha raggiunto livelli spaventosi: ogni minuto 15 tonnellate di plastica sono rilasciate negli oceani. Il 20% delle barriere coralline è stato irrimediabilmente distrutto e un altro 24% è in un immediato rischio di collasso. Circa 1 milione di uccelli marini, 100.000 mammiferi marini e annualmente un numero sconosciuto di pesci viene ferito o muore a causa dell’inquinamento marino provocato dagli uomini. È stato rilevato che il 95% dei fulmari in Norvegia ha componenti in plastica nelle proprie viscere. Le microplastiche sono un'altra forma di inquinamento marino.
Gli individui possono ridurre il consumo di energia di ogni singolo e l’uso delle plastiche. Le nazioni possono anche prendere iniziativa. In Norvegia, per esempio, i cittadini possono lavorare attraverso una pagina web chiamata finn.no per essere pagati per raccogliere la plastica sulla spiaggia. Parecchi paesi, incluso il Kenya, hanno proibito l’uso dei sacchetti di plastica per gli acquisti al dettaglio.
Preservare gli oceani contribuisce alla riduzione della povertà dal momento in cui dà alle famiglie a basso reddito una fonte di sostentamento e un’alimentazione sana. Rendere le spiagge e l’acqua dell’oceano puliti nei paesi meno sviluppati può attirare il turismo, come affermato nell’Obiettivo 8, e ridurre la povertà fornendo più lavoro. I target prevedono anche prevenire e ridurre l’inquinamento marino e l’acidificazione, proteggendo gli ecosistemi marini e costieri, e regolare la pesca. Gli obiettivi richiedono un aumento della conoscenza scientifica sugli oceani.

### Obiettivo 15: Vita sulla terra

Quindicesimo Obiettivo ONU

Proteggere, recuperare e promuovere l'uso sostenibile degli ecosistemi terrestri, gestire in modo sostenibile le foreste, combattere la desertificazione, arrestare il degrado del suolo e fermare la perdita della biodiversità
Quest’obiettivo articola le finalità per preservare la biodiversità degli ecosistemi forestali, deserti e montani, come percentuale della massa di Terra totale. La realizzazione di "un mondo neutrale al degrado del suolo" può essere raggiunta recuperando foreste degradate e terre perdute a causa della siccità e delle inondazioni. L’obiettivo 15 richiede più attenzione a prevenire l’invasione di specie non autoctone e più protezione delle specie a rischio di estinzione.
Il mountain green cover index segue i progressi nei confronti della finalità 15.4 che si focalizza sulla salvaguardia degli ecosistemi montani. L’indice è chiamato come l’indicatore per la finalità 15.4. Analogamente,l’Indice rosso (Red List Index o RLI) svolgerà la funzione di monitoraggio per gli obiettivi sulla biodiversità documentando la traiettoria delle specie a rischio d’estinzione.

### Obiettivo 16: Pace, giustizia e istituzioni solide

Sedicesimo Obiettivo ONU

Promuovere società pacifiche e solidali per lo sviluppo sostenibile, garantire l'accesso alla giustizia per tutti e costruire istituzioni efficaci, e solidali a tutti i livelli
Ridurre crimini violenti, sfruttamento della prostituzione, lavoro forzato e violenza sui minori sono chiari obiettivi globali. La comunità internazionale valorizza la pace e la giustizia e richiede sistemi giudiziari più forti che rafforzino le leggi e lavorino per una società più pacifica e giusta. Dal 2017, le Nazioni Unite hanno potuto documentare i progressi individuando le vittime dello sfruttamento. Più donne e ragazze che uomini sono state perseguitate, anche se la percentuale di donne e ragazze è lentamente diminuita. Nel 2004, l’84% delle vittime erano donne ed è dal 2014 che il numero è calato al 71%. I numeri degli sfruttamenti sono diminuiti ma il lavoro forzato è aumentato.
Una finalità è porre fine allo sfruttamento sessuale,al lavoro forzato e a tutte le forme di violenza e tortura contro i bambini. Tuttavia,l’affidabilità all’indicatore di "crimini registrati" fa sì che si controlli e raggiunga l’obiettivo. Ad esempio,l’84% dei paesi ha dati insufficienti sulle violente punizioni dei bambini. Dei dati disponibili,è chiaro che la violenza contro i bambini da parte di chi se ne prende cura resta dilagante. Quasi 8 bambini su 10 di età compresa tra 1 e 14 anni sono soggetti a una disciplina violenta su base regolare (indipendentemente dal reddito), e nessun paese è sulla buona strada per eliminare la disciplina violenta dal 2023.
L'SDG 16 ha come obiettivo anche l’identità legale universale e la registrazione delle nascite, assicurando il diritto a un nome e a una nazionalità, diritti civili, riconoscimento dinanzi alla legge, e accesso alla giustizia e ai servizi sociali. Con più di un quarto di bambini sotto i 5 anni in tutto il mondo non registrati come successo nel 2015, circa 1 su 5 paesi avrà bisogno di accelerare il progresso per ottenere la registrazione delle nascite universale dal 2023.

### Obiettivo 17: Partnership per gli obiettivi

Diciassettesimo obiettivo ONU

Rafforzare le modalità di attuazione e rilanciare il partenariato globale per lo sviluppo sostenibile
L’Agenda 2030 per avere successo, richiede partenariati tra governi, settore privato e società civile. Queste collaborazioni, costruite su principi, valori e obiettivi condivisi, sono necessarie a livello globale. È necessaria una collaborazione sia nel settore privato che pubblico, dal singolo cittadino all'intera comunità. L'obiettivo 17 chiama a collaborare tutti i Paesi sviluppati. Per eliminare le differenze tra Paesi sviluppati e quelli meno sviluppati sono necessari investimenti a lungo termine nei settori chiave, soprattutto nei Paesi sviluppati. Per quanto riguarda il primo target, la finanza, tutti i Paesi sviluppati sono chiamati a dare una mano, sotto l'aspetto economico, verso i Paesi in via di sviluppo o meno sviluppati, attraverso fondi economici reperibili in qualsiasi modo. Altro target, la tecnologia, invita allo sviluppo delle tecnologie e all'utilizzo di queste nei Paesi meno sviluppati, sempre grazie alla collaborazione dei Paesi sviluppati, promuovendo l'accesso alla scienza e all'innovazione. Il terzo target è quello relativo alla capacità di sviluppo dei paesi meno sviluppati in modo da rendere efficaci gli obiettivi dello sviluppo sostenibile. Il quarto target, il commercio, prevede scambi commerciali aperti, incrementando l'esportazione dei paesi meno sviluppati e la realizzazione per questi di un mercato libero da dazi e restrizioni. Il quinto target prevede di rendere stabile l'economia globale promuovendo la coerenza politica, soprattutto nei paesi meno sviluppati, e implementare politiche per la lotta alla povertà; intensificare la parternship globale; entro il 2020 rafforzare il sostegno allo sviluppo dei Paesi meno sviluppati e entro il 2030 sviluppare misure di progresso nell’ambito dello sviluppo sostenibile che completino il prodotto interno lordo, e supportare la capacità di sviluppo dei paesi meno sviluppati.

## Accoglienza
Gli obiettivi di sviluppo sostenibile sono stati il risultato di una conferenza dell'ONU che ha visto la convergenza di tutti i Paesi Membri sulla risoluzione finale e che ha riscosso il sostegno della maggior parte delle principali organizzazioni non governative, senza che nessuna si sia dichiarata contraria, a differenza di quanto accaduto in precedenza con gli Obiettivi di sviluppo del Millennio. In particolare, è stato apprezzato il tentativo di definire i problemi dello sviluppo, del benessere e dell'ambiente in una prospettiva unitaria e di affrontarne le cause alla loro base.
Non sono tuttavia mancati alcuni pareri discordanti. Ad esempio, l'Economist nel 2015 ha ospitato un editoriale particolarmente critico, che metteva in confronto gli SDG con gli Obiettivi di Sviluppo del Millennio, e bollava come "un disastro" i risultati raggiunti: ad esempio, riteneva eccessiva la definizione di ben 169 target, stigmatizzava la scelta di non tenere conto del contesto dei singoli Paesi e bollava come "pura fantasia" il reperimento delle risorse (stimate in 2-3 bilioni di dollari all'anno) necessarie al raggiungimento degli obiettivi.
Un'altra critica è stata espressa in riferimento alla contraddittorietà di alcuni degli obiettivi inclusi nell'Agenda 2030. Per esempio, la crescita dell'occupazione è ritenuta in contrasto con la riduzione del costo della vita, e la crescita economica non compatibile con gli obiettivi ecologici e con la promozione di una maggiore uguaglianza sociale. Per superare contraddizioni come queste viene enfatizzata l'importanza che l'attuazione dell'Agenda sia guidata da una ricerca multidisciplinare.
Fra gli altri punti deboli degli obiettivi di sviluppo sostenibile sono stati citati il rischio che la promozione dello sviluppo sostenibile possa mettere a repentaglio la biodiversità e il ruolo marginale riconosciuto alla diffusione della connettività mediante Internet, che secondo la Broadband Commission per lo Sviluppo Sostenibile istituita presso l'UNESCO meriterebbe di essere considerata un pilastro fondante per il raggiungimento di tutti gli obiettivi.
In conseguenza dell'analisi dei punti deboli sopra riportata, è in fase di sviluppo il progetto ONU del Global Digital Compact, dedicato a definire principi e obiettivi comuni per le tecnologie digitali e internet.